# Faunis faunuloides
Faunis faunuloides är en fjärilsart som beskrevs av De Nicéville 1895. Faunis faunuloides ingår i släktet Faunis och familjen praktfjärilar. Inga underarter finns listade i Catalogue of Life.